# Qalhât
Qalhât (ou Galhat, Calahat, Calatù ou Keulhàt) est une ancienne cité et un port de commerce important du Golfe d'Oman. Le site fait aujourd'hui partie de la région administrative Ash Sharqiyah du sultanat d'Oman, mais il n'en subsiste que quelques vestiges dont le plus important est le mausolée de Bibi Maryam.

## Situation
Enserrée entre la mer et la montagne (Hajar oriental), Qalhat est situé au sud-est de la capitale Mascate et à une vingtaine de kilomètres au nord-ouest de Sur, le chef-lieu de la région. On y accède facilement par la route.

## Histoire

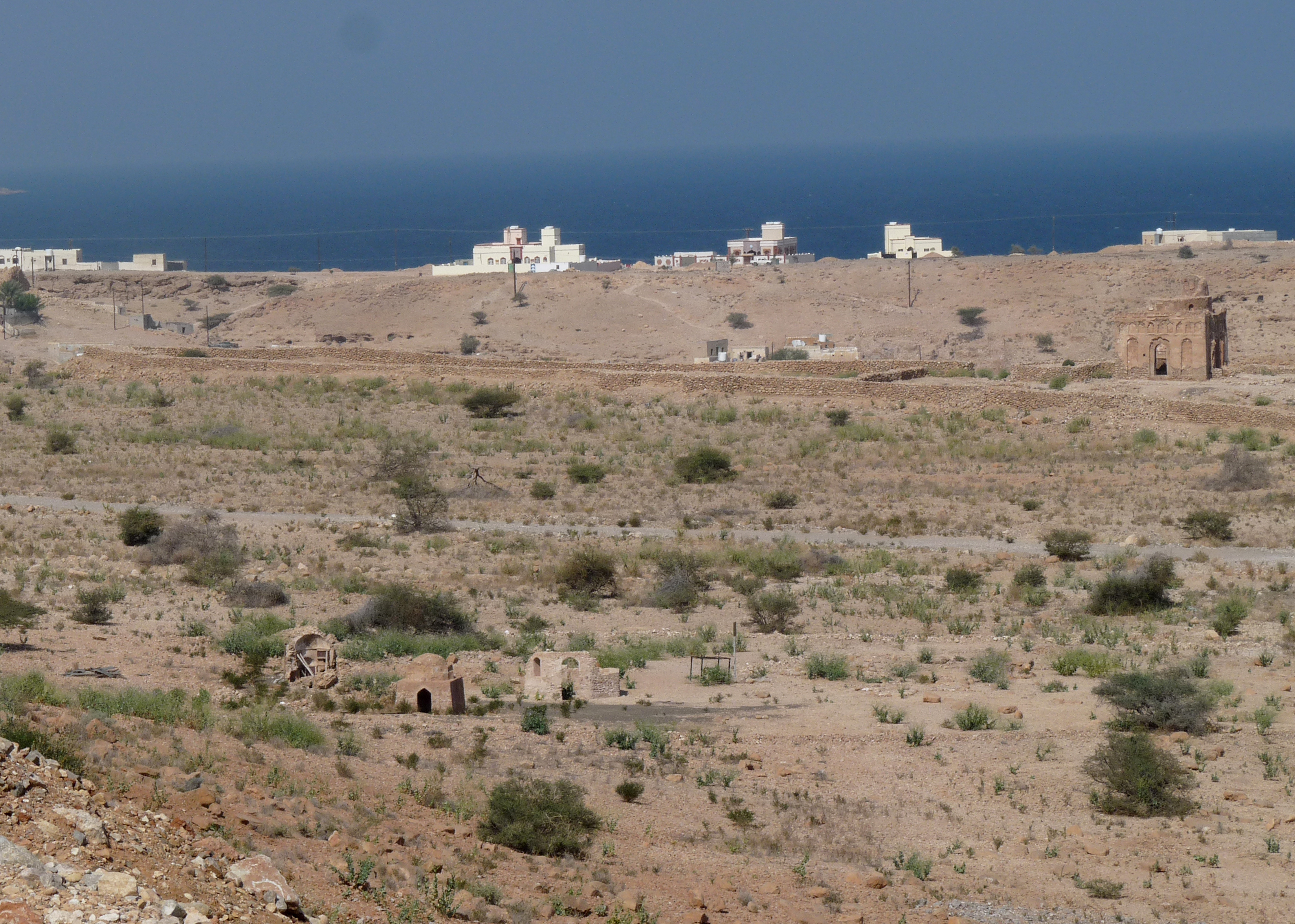
Vestiges de l'ancienne cité : citerne, remparts et mausolée (à droite)

Qalhat aurait été fondée par les Perses vers le IIe siècle. Elle atteint son apogée au XIIIe siècle et au XVIe siècle, décrite alors par deux grands explorateurs, Marco Polo qui souligne les atouts de son port, et Ibn Battuta qui s'émerveille devant sa splendide mosquée perse.
Selon la tradition orale, la cité serait ensuite touchée par un tremblement de terre. En 1508 elle est pillée par le navigateur portugais Afonso de Albuquerque.
Depuis le 4 juillet 1988, l'ancienne cité de Qalhat figure sur la Liste indicative de l'UNESCO, étape préalable à une possible inscription sur la Liste du patrimoine mondial, dans la catégorie Culture. La cité ancienne de Qalhât y est classée en 2018.